# Platges de Gandia
Les platges de Gandia estan situades a l'est del terme municipal de Gandia -La Safor-, i de nord a sud són les següents: la platja de l'Auir, la platja Nord, la platja de Venècia i la platja de Rafalcaïd. Actualment el districte marítim de Gandia que formen el nucli urbà continu de la Platja Nord, el Grau i Venècia, així com el Marenys de Rafalcaïd -separat per la desembocadura del riu Serpis-, té uns 13.500 habitants, que suposen el 16,7% de la població total de Gandia.

## Platja de l'Auir
Al nord de la franja litoral del terme municipal de Gandia, es troba la platja de l'Auir, rep el nom d'una antiga séquia del segle xii, que recorria algunes partides rurals dels termes municipals de Gandia, Xeresa i Xeraco. Comença a l'altura de la desembocadura del riu Vaca, als límits amb el terme municipal de Xeraco i consta d'uns 2,8 km de longitud. Forma l'estreta franja costanera que separa la marjal de la mar, protegint esta zona humida de gran riquesa en flora, conservant les seues dunes naturals.
Disposa d'aparcament, de zona de milotxes i àrea per a la pràctica del vòlei-platja. La platja de l'Auir és una excel·lent platja nudista que està localitzada en un entorn natural envejable. Està ben delimitada, senyalitzada i autoritzada d'un poc més de dos quilòmetres lineals i de més de 280.000 metres quadrats d'arena fina daurada formant unes dunes conservades que confirmen l'aspecte natural de la platja, està una mica apartada però compta amb multitud de bons servicis a la nostra disposició, com ara creu roja, servici de vigilància, aparcament, dutxes, passarel·les per a accedir a la platja per tal de protegir la flora autòctona de les dunes, etc.

## Platja Nord
La platja més important i turística de Gandia és la platja Nord, amb una extensió de més de tres quilòmetres. Pel nord, amb continuïtat, l'arena s'estén cap a les platges de l'Auir i de la Marina de Xeraco, estant limitada pel sud pels molls del port esportiu del Club Nàutic, el port comercial i el Grau. Fins dels anys cinquanta del segle xx, la platja Nord de Gandia a penes comptava amb zones urbanitzades, excepte en la zona més propera al port (el Grau Nou), sent el límit entre el mar i una extensa zona natural anomenada marjal, o aiguamolls, amb dunes costaneres i grans zones arenoses.

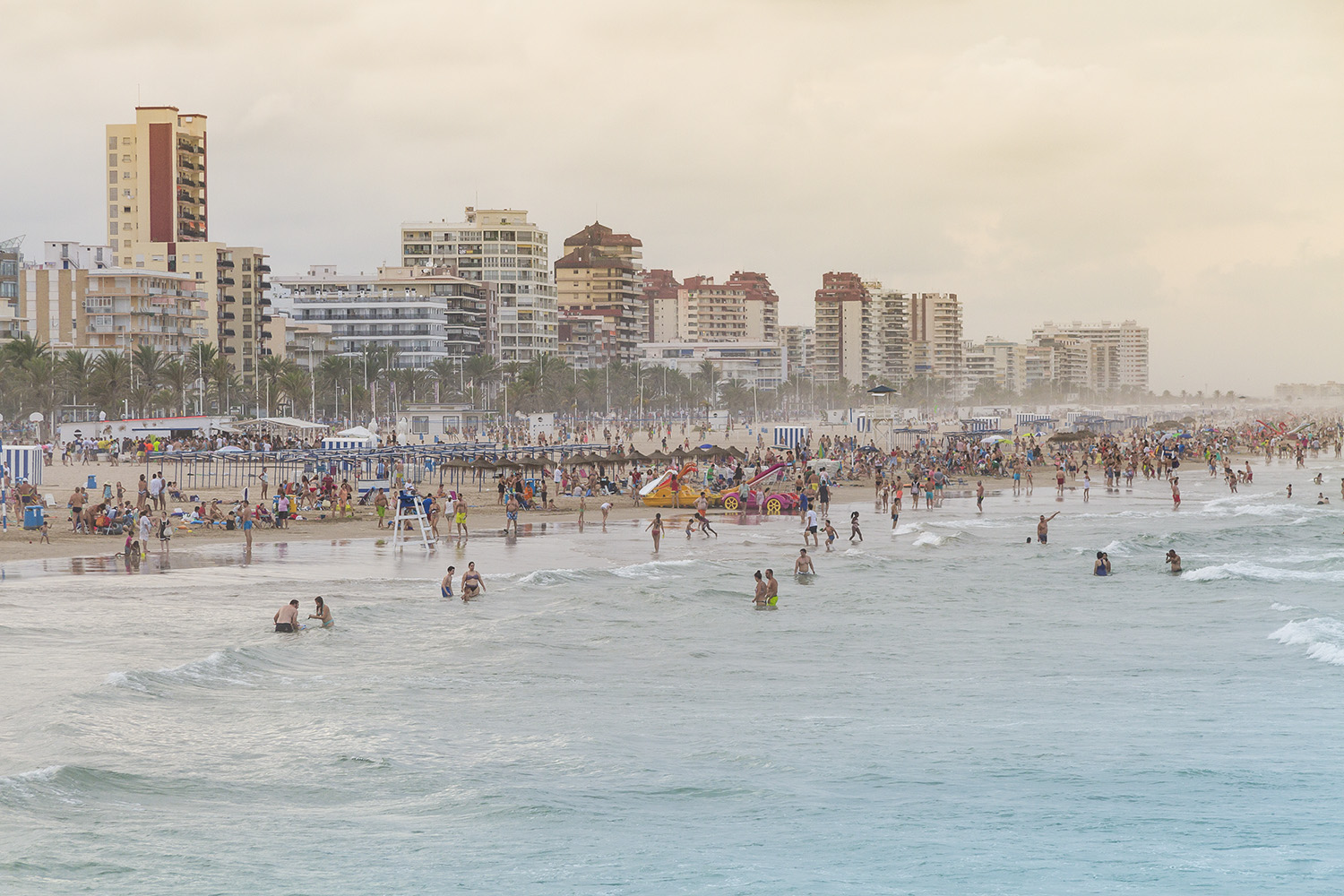
Platja Nord

El primer hotel que es va construir destacava en la llunyania. Este hotel va ser anomenat Hotel Bayren, en referència al castell d'origen musulmà que destaca en un turó proper, on va existir l'antiga medina d'Al-Bayren. Va ser en la dècada dels anys seixanta quan la platja de Gandia va patir un procés de ràpida urbanització, amb la construcció d'un passeig marítim i carrers paral·lels a ell. Va ser la demanda del turisme sobretot espanyol i concretament del centre peninsular el que va procurar este èxit turístic, canviant en poc temps l'economia de la zona. La construcció del Club Nàutic va marcar un altre fita en este procés així com una zona d'apartaments, la Colònia Ducal, que va consolidar un model d'oferta turística.

Actualment, la platja Nord de Gandia, compta amb guardons, banderes blaves, que avalen la qualitat de les seues aigües i els seus servicis a totes les temporades turístiques. El problema d'estes temporades és que solen concentrar-se en els mesos de juliol i agost, amb la qual cosa la majoria de les instal·lacions i infraestructures solen estar desaprofitades, la qual cosa constituïx el repte per als governs locals d'intentar trencar esta estacionalitat, així com per als empresaris trobar noves ofertes turístiques basades en actes culturals i esportius que impliquen a la ciutat, ja que la platja està situada a tres quilòmetres del nucli urbà històric. Este esforç es concreta també en el gran canvi urbanístic d'unir la zona urbana amb la platja mitjançant una gran zona de passejos i jardins fins al port.

## Platja de Venècia
La platja de Venècia, és una xicoteta platja de 330 metres de longitud per 50 metres d'amplada situada al sud del club nàutic, el port i la desembocadura del riu Serpis, l'espigó del port la protegix de la força de les ones i del vent del nord. És una platgeta desconeguda per la major part del turisme, d'aspecte familiar i poc massificat i d'arena fina voltada per un cordó de dunes fixades amb vegetació. Platja dotada dels serveis més elementals, ubicada en una zona urbana (Venècia) i que gaudix d'unes aigües tranquil·les per al bany.

## Platja de Rafalcaïd
La platja de Rafalcaïd, és l'última platja al sud del litoral pertanyent al terme de Gandia, està situada al xicotet nucli marítim dels Marenys de Rafalcaïd, a la dreta de la desembocadura del riu Serpis, té 880 metres de longitud per 50 metres d'amplada. La seua característica és que presenta un aspecte molt familiar, lluny de la turística i saturada platja del Nord, normalment el seu nivell d'ocupació és mitjà. La platja és semiurbana i la seua composició és de còdols i arena i està delimitada per una línia de xicotetes dunes fixades per vegetació mediterrània.